# Gylfi Magnússon
Gylfi Magnússon (né en 1966) est un économiste islandais, professeur associé à l'Université d'Islande et ancien président de l'Autorité islandaise de la concurrence (Samkeppniseftirlitið). Il est ministre des affaires économiques dans le gouvernement de coalition de Jóhanna Sigurðardóttir. Il est ministre du commerce du premier gouvernement Sigurðardóttir du 1er février 2009 au 1er octobre de la même année, puis ministre des Affaires économiques jusqu'au 2 septembre 2010.
Gylfi est diplômé de l'Université d'Islande en 1990 et obtient son doctorat à Yale en 1997. Lorsqu'il a obtenu son doctorat, il était déjà chercheur à l'Institut d'études économiques de l'Université d'Islande: il rejoint la Faculté d'économie et d'administration des affaires en tant que professeur adjoint en 1997, et est promu professeur associé en 1998. Il est doyen de la faculté de 2004 à 2007.